# Грязное (Рязанская область)
Грязно́е — село, административный центр Грязновского сельского поселения Михайловского района Рязанской области России.

## Общие сведения

### География
Деревня расположена у восточного подножия среднерусской возвышенности на берегу на р. Грязной (приток р. Волосовки); в 22 км к югу от г. Михайлов и в 77 км к юго-западу от г. Рязань.
На юге в 4,5 км находится деревня Александрово, на западе село граничит с д. Поздное, а на востоке с д. Волосовка.
Высота центра населённого пункта составляет 213 м над уровнем моря.

### Транспорт
В селе находится железнодорожная станция Лужковская Московской железной дороги участка Ожерелье — Павелец.
В 9 км на северо-востоке проходит федеральная трасса E 119 M6 Москва — Тамбов — Волгоград — Астрахань.
Через село проходит автобусный маршрут №106 до г. Михайлов.

### Население
| 1859 | 1860 | 1885 | 1906 | 1926 | 1939  | 2007  |
| ---- | ---- | ---- | ---- | ---- | ----- | ----- |
| 366  | ↗471 | ↗493 | ↗527 | ↗742 | ↗1506 | ↘1149 |
| 2010 |      |      |      |      |       |       |
| ↘989 |      |      |      |      |       |       |

### Климат
Климат умеренно континентальный, характеризующийся тёплым, но неустойчивым летом, умеренно-суровой и снежной зимой. Ветровой режим формируется под влиянием циркуляционных факторов климата и физико-географических особенностей местности. Атмосферные осадки определяются главным образом циклонической деятельностью и в течение года распределяются неравномерно.
Согласно статистике ближайшего крупного населённого пункта — г. Рязани, средняя температура января −7.0 °C (днём) / −13.7 °C (ночью), июля +24.2 °C (днём) / +13.9 °C (ночью).
Осадков около 553 мм в год, максимум летом.
Вегетационный период около 180 дней.

### Образование
В селе действует Чапаевская Средняя Общеобразовательная школа и Чапаевская школа-интернат.

## История
Грязное было образовано переселенцами из с. Феняево.
Впервые оно упоминается в 1597 году как сельцо, но уже в 1616 году, после разорения крымскими татарами, упоминается как пустошь.
В 1628 г. снова возникает сельцо, которое в 1675 году в связи с постройкой церкви во имя Преображения Господня становится селом.
В селе был разбит парк.
В июле 1906 года произошли массовые выступления крестьян против предводителя дворянства.
В 1926 году создано Грязновское сельскохозяйственное кредитное товарищество.
C 1946 по 1959 года с. Грязное было центром Чапаевского района.

### Усадьба Гагариных
Усадьба была основана в первой трети XVII века дворянином Г. Т. Быкосовым, затем принадлежала помещику В. Г. Комкину, в последней четверти XVIII века действительному статскому советнику князю П.И. Гагарину (род. 1743).
Затем братьям действительного статского советника князя Л.Н. Гагарина (1832—1909), женатому на Н.М. Обресковой и коллежскому секретарю князю С.Н. Гагарину (1844—1895), женатому на О.Д. Селезнёвой (1853—1915).
Князьям Л. Н. и Н. М. Гагариным, так же принадлежала усадьба Коровино, а княжне О. Д. Гагариной — тульская усадьба Царёво

### Усадьба Воейковых
Усадьбой владел поручик А.В. Воейков (род. 1817), женатый на Л.Б. Кутузовой (ум. 1846).
Далее усадьбой владели их сыновья — губернский секретарь В.А. Воейков (род. 1844) с женой В. А. Воейковой и коллежский асессор Д.А. Воейков (род. 1845), женатый на А. А. Страховой (род. 1850), дочери епифанского помещика А. Ф. Страхова владевшим поместьем в селе Внуково Михайловского уезда.
Усадебный деревянный дом Воейковых снесён в 1960 году.

### Этимология
- Название село получило по реке.
- В русских диалектах слово грязь имеет также значения «ил, тина, болото, топь».

## Преображенский храм
Впервые упоминается как церковь «Всемилостивого Спаса» в 1629 году.
За церковью числилось земли 10 четвертей в поле и сенных покосов на 30 копен.
Каменная Преображенская церковь была построена в 1772 году в стиле барокко на средства помещицы М. И. Николаевой.
В XVIII веке в приходе числилось 620 человек. Помимо с. Грязное в состав прихода входило и сельцо Осовец.
По штату 1837 года Преображенская церковь значится приписной без особого притча к церкви села Коровино.
Преображенский храм был разрушен за годы советской власти.
Вместо храма сейчас существует молельный дом, где собираются верующие и куда раз в неделю и по церковным праздникам приезжает священник.

## Родившиеся в селе
- Никитский, Владимир Петрович (род. 1939) — советский кандидат в космонавты.
- Танька Родина